# Marcelo de Carvalho
Marcelo de Carvalho Fragali (São Paulo, 1 de agosto de 1961), más conocido como Marcelo de Carvalho, es un empresario, conductor de televisión y administrador de empresas brasileño.

## Biografía
Nacido en una familia minera de clase media, Marcelo de Carvalho, a la edad de veintidós años, era un estudiante universitario recién graduado que dejó su área, Ingeniería Química, para especializarse en ventas, ya que vendía ropa interior femenina. En 1986, trabajó en el departamento comercial de Rede Globo, específicamente en el sector de comercialización. Fue durante este período cuando conoció a Amilcare Dallevo, con quien creó un sistema telefónico para Rede Globo con el cual podría interactuar con la audiencia. El número 0900, que permitió al espectador votar desde el mejor final de un programa hasta elegir la mejor escuela de samba en el desfile de carnaval, fue muy exitoso y fue adoptado por varios otros programas.

### Rede Manchete y RedeTV!
A fines de la década de 1980, Marcelo y Amilcare Dallevo fundaron una compañía para vender el sistema telefónico a otros canales. En 1999, ya millonarios, compraron Rede Manchete, una estación de radio en Río que estaba al borde de la bancarrota. En noviembre del mismo año, abrieron RedeTV!.  La compañía hoy contrata a dos mil empleados y ya ha invertido alrededor de 250 millones de dólares en equipos, contrataciones y estudios, convirtiéndose en un competidor de Rede Globo.
En 2010, comenzó a presentar el programa de juegos Mega Password, un programa de su estación, RedeTV!. Presentó el programa junto a su exesposa, Luciana Giménez. Después del nacimiento de su hijo, Luciana se fue y Marcelo comenzó a presentar el programa solo. En 2017 dirigió el programa de juegos O Céu É o Limite, que se muestra los sábados, pero en 2018 se extinguió.
Con el final de la primera temporada de Mega Password, en 2017, Marcelo tenía previsto presentar otro programa de juegos en RedeTV! O Céu É o Limite, que consistía en varias pruebas de preguntas, respuestas y conjeturas. En septiembre de 2018, finaliza la temporada de O Céu É o Limite y el programa Mega Password vuelve al aire los sábados, también bajo el mando de Marcelo.

## Obras

### Como presentador
| Año                         | Programa         | Locutor |
| --------------------------- | ---------------- | ------- |
| 2010-2017, 2018 - presente: | Mega Senha       | RedeTV! |
| 2017-2018                   | O Céu É o Limite | RedeTV! |

## Vida personal
Marcelo y su primera esposa, Renata Duprat no tuvieron hijos. Con Mariana Papa, tuvieron tres hijos: Manoela y los gemelos Marco y Marcela. Marcelo se casó entre 2006 y 2018 con la modelo y presentadora Luciana Giménez, con quien tiene un hijo, Lorenzo Gabriel, nacido el 24 de febrero de 2011. El 7 de marzo de 2018, anunció públicamente su separación de Luciana, después de 12 años de unidad.